# Can Puig (la Cellera de Ter)
Can Puig és una casa que va ser habilitada com a sanatori de la Cellera de Ter (Selva) inclosa a l'Inventari del Patrimoni Arquitectònic de Catalunya.

## Descripció
Ens trobem davant d'un gran immoble de planta rectangular, que consta de planta baixa i dis pisos superiors, cobert amb una teulada a dues aigües de vessants a façana i coronat per un ràfec format per tres fileres de rajola. La composició del ràfec és la següent: primer tenim una filera de rajola plana, seguida d'una filera de rajola acabada en punta de diamant culminada per una altra filera de rajola plana.
La planta baixa destaca el gran portal adovellat d'accés d'arc de mig punt amb unes dovelles de grans dimensions i molt ben escairades. En la clau de la volta s'aprecia la data de 1641. Al mateix temps, el portal està flanquejat per dues obertures - una per banda-, emmarcades amb rajola i que compleixen funcions diferents. Així la de la dreta és una porta, mentre que la de l'esquerra actua com una simple finestra.
Pel que fa al primer i segon pis, aquests dos han estat resolts partint del mateix plantejament formal que consisteix en la disposició de quatre obertures rectangulars per pis. Tanmateix s`aprecien unes diferències considerables. Així en el primer pis les tres obertures principals estan equipades amb llinda monolítica i muntants de pedra i cobertes fins a la meitat amb una estructura de ferro forjat donant com a resultat els tres respectius balcons. La finestra del centre és completament simètrica al portal i envaeix part del seu espai físic. En la llinda es pot llegir la data de 1641 - una data per tant recurrent, ja que l'hem trobat en la clau de la volta del portal d'accés-. Per contra la finestra de l'extrem esquerra difereix de les altres dues, pel fet que està projectada com a balconada pròpiament, amb la seva àmplia barana de ferro forjat. En la llinda es llegeix una inscripció interessant que diu així: “AMER . GVARDIA . 1642”
Pel que fa a la quarta obertura d'aquest primer pis, aquesta no ha rebut cap tractament particular.
Les obertures del segon pis són d'una mida sensiblement inferior, en comparació amb les del pis anterior, i no han rebut cap tractament singular a excepció de l'estructura d'enrreixat de ferro forjat que les cobreix fins a la meitat constituint així quatre balconades.
A mode d'apunt cal remarcar dos elements interessants estretament vinculats amb la masia primigènia, com són: per una banda, davant de l'immoble es poden apreciar les restes vivents del que havia set l'era original de la casa. Mentre que per l'altra, a la dreta s'han adossat una sèrie de dependències i construccions, les quals conserven encara avui dia els seus números primigenis i que acaben tancant i delimitant la parcel·la pròpiament.

## Història
Les masies de la Cellera de Ter es poden classificar en tres grups. Per les seves característiques intrínseques la masia de Can Puig l'enquadraríem dins d'un segon grup, el més nombrós. Aquest segon grup correspon als masos que presenten unes reformes i ampliacions que van des de la darreria del 1500 a les acaballes del 1600. És l'època de les grans portalades dovellades, dels finestrals gòtics lobulats i de les finestres senzilles i renaixentistes sense decoració.
Altres masies d'aquest segon grup són: can Pixarrelles, can Vinyoles, can Carreras, la Ruira i can Ribes. Becdejú, Rauriques i can Puig són tres exemples de masies amb alguna mena de fortificació.
Can Puig va ser l'antic hospital de la Cellera. Tot i ser originària del segle xvii (1641), ha experimentat diverses reformes en el segle xix.